# Analiza harmoniczna

Wykres funkcji rzeczywistej oraz jej transformaty Fouriera

Analiza harmoniczna, analiza fourierowska – dział analizy matematycznej badający szeregi Fouriera i transformacje Fouriera, powstały w XIX wieku przy badaniu równań różniczkowych cząstkowych. Od tego czasu skorzystał z osiągnięć innych działów matematyki, w tym: (a) analiza rzeczywista wypracowała warunki Dirichleta określające warunki nakładane na funkcje, by można je było analizować za pomocą szeregów i transformat Fouriera (b) analiza funkcjonalna zmieniła perspektywę na szeregi i transformacje Fouriera. W tej perspektywie szereg i transformata Fouriera są rozkładami wektorów w bazie przestrzeni Hilberta za pomocą iloczynu skalarnego.W XX wieku m.in. opracowano algorytm szybkiej transformacji Fouriera, poszerzono zakres i metody badań dzięki teorii dystrybucji oraz znaleziono zastosowania w teorii liczb.

## Zastosowania
Analiza fourierowska to jeden z fundamentów fizyki matematycznej:
- jest narzędziem rozwiązywania równań
- jest podstawą analizy drgań i fal w mechanice, optyce i ogólnej teorii względności
- stanowi fundament fizyki kwantowej, zwłaszcza obrazu Schrödingera. Np. Zasada nieoznaczoności Heisenberga wynika z falowej natury ciał oraz twierdzeń analizy harmonicznej.

## Modelowanie zjawisk
Analiza fourierowska prowadzi do utworzenia modelu stanowiącego sumę składowych harmonicznych (harmonik), tj. funkcji sinusoidalnych i cosinusoidalnych w określonym przedziale czasowym. Model ten przyjmuje na ogół postać:
{\displaystyle y_{t}=\alpha _{0}+\sum _{t=1}^{\frac {n}{2}}\left\{\alpha _{i}\cdot \sin \left({\frac {2\cdot \pi }{n}}\cdot i\cdot t\right)+\beta _{i}\cdot \cos \left({\frac {2\cdot \pi }{n}}\cdot i\cdot t\right)\right\},}
gdzie:
{\displaystyle \alpha _{0},\alpha _{1},\beta _{1}} – parametry modelu.
W przypadku, gdy w szeregu czasowym występuje tendencja rozwojowa (trend), model przyjmuje postać
{\displaystyle y_{t}=f(t)+\sum _{t=1}^{\frac {n}{2}}\left\{\alpha _{i}\cdot \sin \left({\frac {2\cdot \pi }{n}}\cdot i\cdot t\right)+\beta _{i}\cdot \cos \left({\frac {2\cdot \pi }{n}}\cdot i\cdot t\right)\right\},}
zaś parametry modelu wynoszą:
{\displaystyle a_{0}={\frac {1}{n}}\cdot \sum _{t=1}^{n}yt,}
{\displaystyle a_{i}={\frac {2}{n}}\cdot \sum _{t=1}^{n}yt\cdot \sin \left({\frac {2\cdot \pi }{n}}\cdot i\cdot t\right)\quad {}} dla {\displaystyle i=1,2,\dots ,{\frac {n}{2}}-1,}
{\displaystyle b_{i}={\frac {2}{n}}\cdot \sum _{t=1}^{n}yt\cdot \sin \left({\frac {2\cdot \pi }{n}}\cdot i\cdot t\right)\quad {}} dla {\displaystyle i=1,2,\dots ,{\frac {n}{2}}-1.}
Należy jednak pamiętać, iż dla ostatniej składowej harmonicznej mamy:
{\displaystyle a_{\frac {n}{2}}=0,}
{\displaystyle b_{\frac {n}{2}}={\frac {1}{n}}\cdot \sum _{i=1}^{n}yt\cdot \cos(\pi \cdot t)}.